# Tautenburg
Tautenburg est une commune allemande située en Thuringe, dans l'arrondissement de Saale-Holzland.
L'observatoire Karl-Schwarzschild, créé en 1960, est situé à Tautenburg.